# Eike Onnen
Eike Onnen (* 3. August 1982 in Hannover, Niedersachsen) ist ein deutscher Leichtathlet, der sich auf den Hochsprung spezialisiert hat.

## Sportliche Karriere
2003 wurde Onnen Deutscher Juniorenmeister und Fünfter bei den U23-Europameisterschaften.
2004 verletzte er sich bei den Deutschen Hallenmeisterschaften den Fuß und musste ein Jahr pausieren.
2005 und 2006 wurde Onnen Deutscher Meister und 2007 Deutscher Hallenmeister.
Seinen ersten Erfolg auf internationaler Ebene feierte er, als er beim Europacup 2007 mit übersprungenen 2,30 m siegte. Bei den Weltmeisterschaften in Osaka landete Onnen auf dem siebten Platz. Aus demselben Jahr stammt seine persönliche Bestleistung (2,34 m, 20. Mai 2007, Garbsen). 2008 wurde er zum zweiten Mal Deutscher Hallenmeister. Er qualifizierte sich für die Olympischen Spiele in Peking, musste den Start aber kurzfristig wegen Fußbeschwerden absagen.
Im darauffolgenden Jahr (2009) wurde Onnen erneut Deutscher Meister. 2011 nahm er an den Weltmeisterschaften in Daegu teil und erreichte den 15. Platz. 2012 siegte er zum vierten Mal bei den Deutschen Meisterschaften; bei den Europameisterschaften in Helsinki im selben Jahr erreichte er den zehnten Rang.
2015 überraschte Onnen mit seinem Comeback. Bei den Deutschen Hallenmeisterschaften wurde er Vizemeister. Beim Hochsprung-Meeting in Bühl übersprang er 2,32 m und qualifizierte sich damit für die Weltmeisterschaften in Peking. Dort kam er ins Finale und belegte den zwölften Platz.
2016 holte er sich erneut in der Halle den Vizemeistertitel und gewann mit 2,29 m bei den Europameisterschaften 2016 in Amsterdam die Bronzemedaille.
2017 wurde Onnen im nordfranzösischen Lille Team-Europameister, beim Hochsprung belegte er den 3. Platz. Bei den Deutschen Meisterschaften errang er die Vizemeisterschaft. Schon Mitte Mai erfüllte Onnen im Rahmen der Bezirksmeisterschaften in Hannover die Norm von 2,30 Meter für die Weltmeisterschaften in London, wo er im Finale den 10. Platz belegte.
2018 qualifizierte er sich für die Heim-Europameisterschaften in Berlin, bei denen er den achten Rang erreichte. In diesem Jahr trat er erstmals gemeinsam mit seiner Schwester Imke Onnen bei einem internationalen Großereignis an.
In den folgenden Jahren war Onnen weiterhin als Leistungssportler aktiv, konnte jedoch keine weiteren Medaillen bei internationalen Top-Events gewinnen.
Mit Beginn der 2020er-Jahre trat er sportlich kaum noch in Erscheinung und blieb seinem Stammverein Hannover 96 weiterhin verbunden.
Einen offiziellen Rücktritt vom Leistungssport hat er bislang nicht explizit bekannt gegeben.

## Vereinszugehörigkeiten
Onnen startete bis 2015 für die LG Hannover und ab 2016 für Hannover 96.

## Auszeichnungen
- Als „Leichtathlet des Jahres“ 2017 vom Niedersächsischen Leichtathletikverband (NLV) geehrt.[5]

## Erfolge
national
- Deutscher Meister 2005, 2006, 2009, 2012 und 2016
- Zweiter DM 2015 und 2017
- Deutscher Hallenmeister 2007 und 2008
- Zweiter DHM 2015 und 2016

international
- Fünfter U23-EM 2003
- Europacup-Sieger 2007
- Leichtathletik-Weltmeisterschaften: Siebter WM 2007, Zwölfter WM 2015, Zehnter WM 2017
- Leichtathletik-Europameisterschaften: Zehnter EM 2012, Dritter EM 2016
- Olympiateilnehmer 2016

## Leben und Familie
Eike Onnen leistete seinen Zivildienst im KRH Klinikum Agnes Karll Laatzen ab und arbeitete dort anschließend vier Jahre in der Sportmedizin. Auf dem zweiten Bildungsweg legte er am Abendgymnasium Hannover das Abitur ab und war bis 2016 an der Polizeiakademie Niedersachsen.
Er ist der Sohn der ehemaligen Weitspringerin Astrid Fredebold-Onnen (* 1956), von der er auch trainiert wird, und Bruder der Hochspringerin Imke Onnen.